# Cygnus CRS OA-8Е
Cygnus CRS OA-8E (або Orbital Sciences CRS Flight 8E) — це дев'ятий політ безпілотного вантажного космічного корабля (КК) Cygnus, виробництва компанії Orbital ATK (колишня Orbital Sciences Corporation), а також восьмий політ за програмою Commercial Resupply Services (NASA), що передбачає доставку вантажів на МКС. Цьому кораблю дали друге ім'я «S.S. Gene Cern», на честь американського астронавта Юджина Сернана, який помер у січні 2017 року, і є наразі останнім, хто ходив по Місяцю.
Відповідно програмі Commercial Orbital Transportation Services Orbital для здійснення своїх місій розробила і побудувала ракету-носій середнього класу важкості Антарес (конструкція першого ступеню окрім двигуна виготовлена в Україні на заводі «Південмаш», розробкою займалося КБ «Південне»). Герметичний вантажний модуль на КК Cygnus для Orbital виготовлено компанією Thales Alenia Space
Спочатку запуск був запланований на 11 листопада, але за дві хвилини до старту в небезпечній близькості від стартового майданчику було помічено літак, що не відповідав на запити до нього, тому запуск відклали на наступний день.
Космічний корабель доставив до МКС 3'338 кг (разом із матеріалом пакування) корисного вантажу. У герметичному відсіку:
- їжа і речі для екіпажу — 1'240 кг;
- обладнання і деталі станції 851 кг;
- матеріали для наукових дослідів — 740 кг;
- обладнання для виходу у відкритий космос — 132 кг;
- комп'ютери та приладдя — 16 кг.

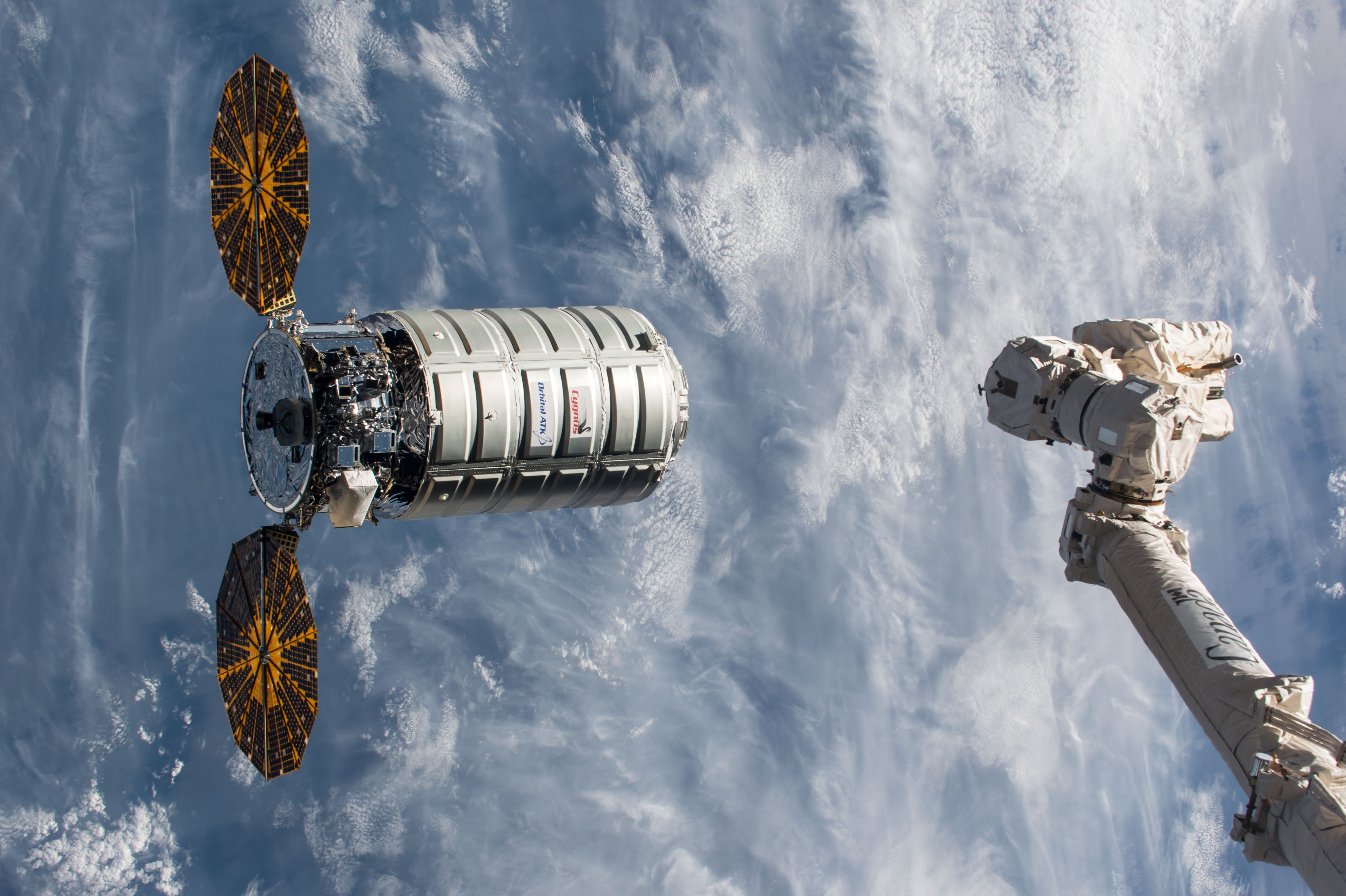
Sygnus наближається до маніпулятора МКС

У негерметичному відсіку знаходився вантаж вагою 109 кг. Це був спеціальний апарат NRCSD (виробництво компанії NanoRacks). У ньому всередині знаходилися 14 CubeSat — мініатюрних супутників (по 10 см³ кожен) для космічних досліджень. CubeSat відділяться від NRCSD після того, як КК покине МКС. Таким чином вони зможуть досягти орбіти висотою 500 км, що продовжить термін їх існування, і що неможливо досягти, випускаючи CubeSat безпосередньо із МКС. Описані нижче дослідження проводитимуться із використанням цих міні супутників.
Зазвичай традиційні лазерні системи зв'язку використовують передавачі, що занадто великі для малих космічних апаратів. За допомогою CubeSats відбудеться демонстрація датчиків оптичного зв'язку (OCSD) і перевірка функціональності лазерних комунікацій, які забезпечать компактну версію технології. Отримані результати можуть призвести до значного покращення швидкості зв'язку між космічним та земним потоками та кращого розуміння лазерної комунікації між малими супутниками на ННО.
Також буде випробувана Сонячна панель, інтегрована з рефлекторною антеною (ISARA), за допомогою якої буде вирішуватися проблема дальніх комунікацій у космосі.
Будуть проведені дослідження впливу мікрогравітації на наступні біологічні процеси:
- резистентність до антибіотиків певних бактерій, що особливо важливо для космонавтів, що мають ослаблений імунітет;
- фіксація з повітря азоту завдяки симбіозу бобових культур і різобій (бактерій, що живуть у кореневих вузликах бобових рослин). «Витягання» азоту із повітря у ґрунт — важливий процес для існування будь-якої екосистеми, адже без азоту переважна більшість рослин рости не можуть;
- досліджуватиметься життєвий цикл жука хрущак борошняний, як альтернативного джерела протеїну (як відомо, у багатьох країнах комахи вживаються у їжу). Це дослідження також дасть інформацію про ріст тварин в унікальних умовах;
- вивчатиметься рослина різушка Таля, яка має короткий життєвий цикл, невеликий розмір, дає багато насіння, є самозапильною і репрезентує основні загальні фізіологічні якості рослин (світлочутливість, розвиток вегетативних і генеративних органів), що робить її дуже зручним об'єктом для генетичних досліджень. Результати цього дослідження допоможуть зрозуміти проблеми зростання рослин у космосі, що є життєво важливим аспектом довгострокових місій у космосі.